# Аширов, Ашраф Наиль оглы
Ашраф Наиль оглы Аширов (азерб. Əşrəf Nail oğlu Aşırov; род. 18 января 2001, Газах) — азербайджанский борец вольного стиля, член национальной сборной Азербайджана, серебряный призёр чемпионата Европы 2022 года, бронзовый призёр чемпионата Европы 2022 года среди борцов до 23 лет, серебряный призёр чемпионата мира 2021 года среди юниоров и чемпионата мира 2023 года среди борцов до 23 лет.

## Карьера
Родился 18 января 2001 года в Газахе.
На мемориале Вацлава Зилковски по вольной борьбе, прошедшем в Варшаве (Польша) с 21 по 24 июня 2024 года, завоевал серебряную медаль.
В сентябре 2024 года выиграл серебро на турнире «Кубок нефтяной столицы» в Атырау.